# 越後大崎站
越後大崎站（日语：／ Echigo-Ōsaki eki */?）是位於新潟縣三條市東大崎二丁目，日本國有鐵道（國鐵）的彌彥線車站（廢站）。

## 歷史
- 1927年（昭和2年）
  - 7月31日 - 越後鐵道車站啟用，當時為一般車站[1]。
  - 10月1日 - 越後鐵道被國有化，成為彌彥線車站[1]。
- 1944年（昭和19年）10月16日 - 車站暫停營業[1]。
- 1946年（昭和21年）10月1日 - 車站重開[1]。
- 1960年（昭和35年）7月1日 - 結束處理貨物[1]。
- 1984年（昭和59年）2月1日 - 結束處理行李[1]。
- 1985年（昭和60年）4月1日 - 彌彥線東三條至越後長澤之間被廢除[1]。

## 車站構造
截至車站廢除前，車站是一座地面車站，設有1面1線的單式月台。在越後鐵道時代，站內設有木製車站大樓平房。

## 使用狀況
在1981年度，一日平均乘車人次為105人。

## 車站周邊
車站比較接近三條市中心，周邊設有古老住宅區。
在廢線後，路軌遺址建設了國道289號繞道。車站大樓遺址建設了三條警署大崎駐在所。大浦站和越後長澤站在廢站後，遺址處建立了石碑，而此站則沒有建立相關紀念物體。
車站遺址西邊，設有國道289號的舊道，該道現時名為新潟縣道331號三條下田線。車站周邊設有與舊彌彥線並行的越後交通巴士路線「八木鼻溫泉線」，同時設有三條市的社區巴士「巡回先生」（委托越後交通行走）南路線駛經車站附近。

## 相鄰車站
日本國有鐵道
彌彥線
東三條－越後大崎－大浦

## 注腳
1. 1 2 3 4 5 6 7 8 9 10 11  石野哲（編）. . JTB. 1998: 602. ISBN 978-4-533-02980-6 （日语）.